# 40.14.4
40.14.4 är ett studioalbum av den svenska sångerskan Jessica Andersson. Albumet släpptes den 16 oktober 2013.
I detta album, Andersson sjunger om sin tuffa barndom och trauman från den tiden. Andersson sa att 40.14.4 skiljer sig från vad hon har gjort tidigare, med musik och texter som ligger närmare det hon gillar att lyssna på, refererar till artister som Lars Winnerbäck, Melissa Horn och Peter LeMarc.

## Låtlista
| Nr  | Titel                     | Längd |
| --- | ------------------------- | ----- |
| 1.  | Septembermorgon           | 4:28  |
| 2.  | Fötterna På Marken        | 3:41  |
| 3.  | Aldrig, Aldrig            | 3:27  |
| 4.  | Min Lilla Hand            | 3:39  |
| 5.  | Tills Jag Finner Dig      | 4:50  |
| 6.  | ICA Maxi                  | 3:36  |
| 7.  | Amigo                     | 4:52  |
| 8.  | För Vems Skull Älskar Du? | 3:59  |
| 9.  | Kom Ett Regn              | 3:35  |
| 10. | Vaggsång Till Mig Själv   | 3:23  |
| 11. | Nödvändighet              | 5:18  |